# 迦葉山
迦葉山（かしょうざん）は、群馬県沼田市上発知町に位置する標高1,322.4mの山である。

## 概要
古くから「天狗の霊峰」と称され、中腹には迦葉山龍華院が鎮座する。迦葉山信仰として講が組織され、関東をはじめとする広範な信仰を集めた。麓には胎内潜岩がある。

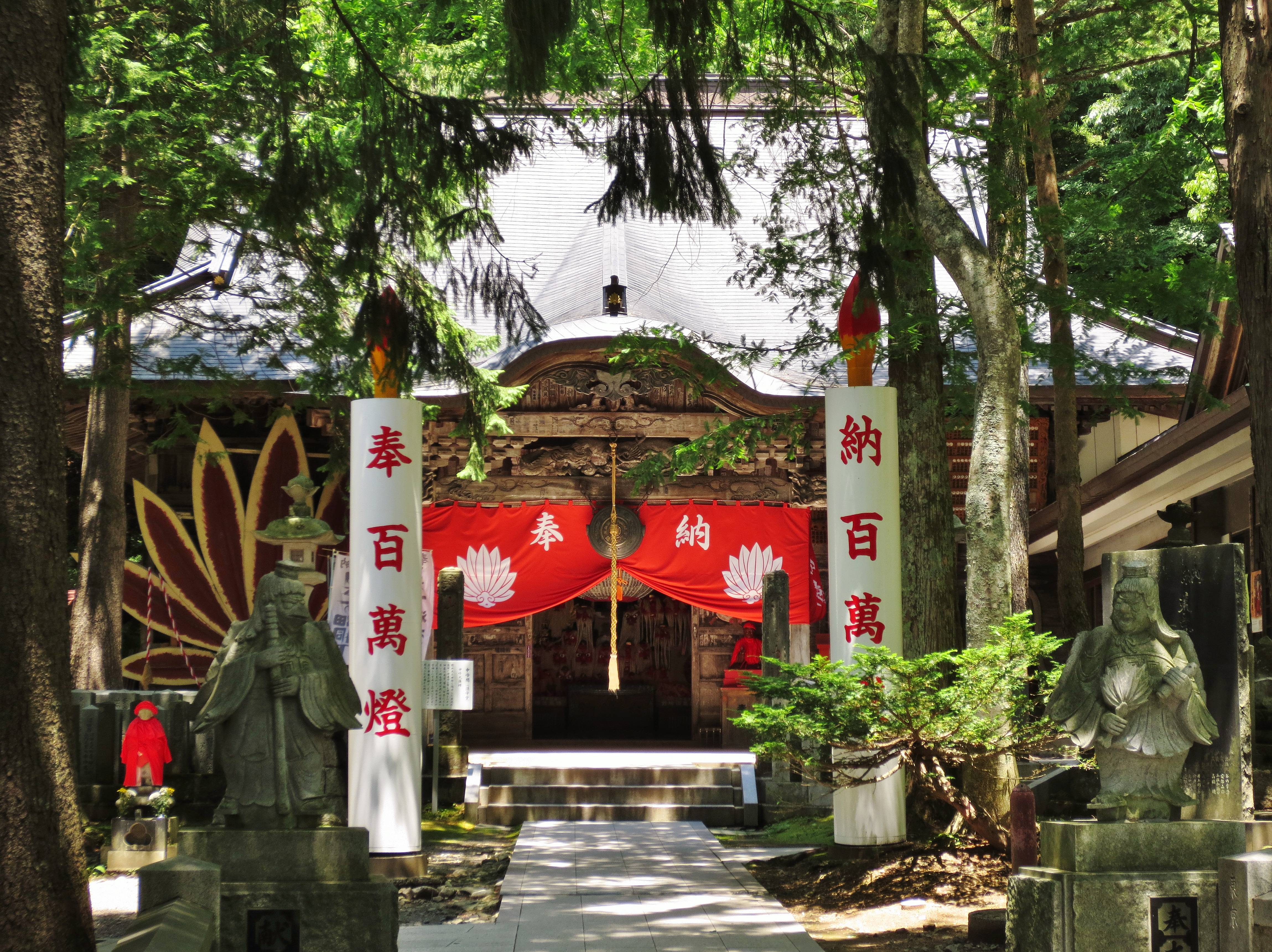
迦葉山龍華院

## 近隣の山
- 武尊山
- 谷川岳
- 尼ヶ禿山

## 出来事
- 1972年（昭和47年）1月から2月にかけて、連合赤軍のメンバーが山中にアジト（小屋）を作った。小屋は国有林の木を伐って組立て、トタン板を張り付けた簡素なもので、同年2月に妙義山のアジトが発見された際に放棄されている。その後、松井田町で別の連合赤軍のメンバーが発見された際には、迦葉山の木を違法伐採したという森林法違反容疑で逮捕している[1]。